# Krytyczna lista porostów i grzybów naporostowych Polski
Krytyczna lista porostów i grzybów naporostowych Polski (The Lichens, Lichenicolus and allied fungi of Poland – an annotated checklist) – pierwsze zestawienie porostów i grzybów naporostowych występujących w Polsce.
Autorem listy jest Wiesław Fałtynowicz. Lista opublikowana została w 2003 roku i liczy 435 stron. Znajduje się w niej łącznie 1768 gatunków i 357 rodzajów, w tym 1554 gatunki i 273 rodzaje porostów oraz 214 gatunków i 94 rodzaje grzybów naporostowych. Ponadto wymieniono 160 niższych taksonów (podgatunków i odmian) oraz 47 gatunków błędnie zgłoszonych z terenu Polski.
Opracowanie jest w języku angielskim. Zawiera indeks synonimów i indeks nazw polskich.

## Zawartość spisu treści
- Introduction
- Comments and explanation of abbreviations
- Acknowledgements
- Checklist
- References
- Index od accepted names of genera
- Index of synonyms
- Index of Polish names[1].

## Checklist
Lista gatunków jest główną częścią opracowania. Gatunki ułożono alfabetycznie według ich nazwy naukowej (łacińskiej). Przy gatunkach podano ich najważniejsze synonimy, podłoże na którym występują (substratum), regiony fizycznogeograficzne Polski, w których ten gatunek występuje (distribution) i źródła informacji (references).